# Ex ospedale civile di San Leonardo
Il complesso dell‘ex ospedale civile di San Leonardo è un insieme di edifici situato nel centro storico di Treviso, tra piazza Santa Maria dei Battuti e il Sile. Un tempo sede del nosocomio cittadino, è stato riconvertito nel primo decennio del XXI secolo in polo universitario, quartiere residenziale e commerciale.

## Storia
Un primo ospedale sorse a Treviso nei pressi dell'attuale incrocio tra via Roma e il lungosile Mattei. Nel 1332, dovendo far posto al fortilizio voluto da Mastino della Scala, la Scuola di Santa Maria dei Battuti, un ordine di flagellanti, stipulò un contratto di acquisto di un «sedime», sempre in riva al Sile, nella contrada di San Pancrazio (anche nota con il nome di contrada di San Leonardo) per costruirvi il nuovo ospedale.
Importanti lavori furono intrapresi nel Cinquecento, quando fu costruito un nuovo edificio verso la chiesa di San Leonardo.
Nel 1795 la facciata che dà sul Sile, esempio di gotico trecentesco, fu demolita e sostituita con l'attuale, neoclassica, su progetto di Daniele Danieletti, completata nel 1832 con delle sostanziali modifiche da Gaspare Petrovich. Nel primo Ottocento si effettuarono altri interventi sia negli interno, sia nel cortile. Anche la facciata cinquecentesca, tra l'Otto e il Novecento fu sostanzialmente ricostruita.
Dal 1834 al 1866 l'ospedale ospitò anche la dogana, motivo per cui il fabbricato prospiciente il fiume è detto talvolta “Palazzo della Dogana”, denominazione imprecisa visto che solo alcuni ambienti dell'ospedale ospitarono la dogana, peraltro per soli trent'anni.
Nel 1852 entrarono nell'ospedale le suore Dorotee.
La dismissione del complesso dall'originaria destinazione ospedaliera, iniziata dopo la seconda guerra mondiale, ha portato a lunghi anni di abbandono della zona. L'idea di fondo del recente restauro, fortemente voluto dalla Fondazione Cassamarca, è stata quella di recuperare lo stile originale dei diversi edifici, armonizzandolo con elementi del design moderno. Ribattezzata con il nome di “quartiere Latino”, l'area è stata riaperta al pubblico il 30 settembre 2006. L'architetto Paolo Portoghesi, sfruttando gli spazi tra gli edifici esistenti, ha ricavato nell'area dell'antico parco di palazzo Bortolan la nuova piazza dell'Umanesimo Latino e, nel cortile dell'ospedale, un viale costeggiato da spazi commerciali.
Il quartiere Latino è oggi sede centrale del polo universitario, costituito da sedi distaccate dell'Università di Padova e dell'Università Ca' Foscari di Venezia. I corsi dell'una si svolgono all'interno dello stesso ospedale, l'altra si trova presso l'ex Distretto Militare, al di là del Sile. Le due sponde sono messe in comunicazione da un ponte pedonale in legno, ispirato all'originario ponte di Santa Margherita così come dipinto nella seconda metà del Settecento da Medoro Coghetto, progettato dallo stesso Portoghesi.
Sono stati inoltre recuperati e resi visibili i resti di antiche mura.

## Descrizione

### Corpo principale
Affacciato su piazza Santa Maria dei Battuti, via Sant'Agata e via Gualpertino da Coderta, ospita tra l'altro il Santuario di Suor Bertilla, ovvero i locali dove si trova la camera nella quale morì l'umile religiosa che prestò la sua generosa opera nell'Ospedale nei primi del Novecento e che fu proclamata Santa nel 1961.

### Cappella di Santa Croce
Fa parte del complesso anche la cappella di Santa Croce, oggi sconsacrata e adibita ad auditorium.